# Daniel Logan
Daniel Logan (Auckland, 6 giugno 1987) è un attore neozelandese naturalizzato statunitense.

## Filmografia parziale

### Cinema
- Star Wars: Episodio II - L'attacco dei cloni (Star Wars: Episode II – Attack of the Clones), regia di George Lucas (2002)
- La leggenda di Johnny Lingo (The Legend of Johnny Lingo), regia di Steven Ramirez (2003)
- The Griddle House, regia di Paul Tomborello (2018)

### Televisione
- Hercules (Hercules: The Legendary Journeys) - un episodio (1999)
- Star Wars: The Clone Wars - 6 episodi, voce (2010-2012)
- Star Trek Continues - un episodio (2014)
- Sharknado 4 (Sharknado: The 4th Awakens) - film TV (2016)

## Doppiatori italiani
Nelle versioni in italiano delle opere in cui ha recitato, Daniel Logan è stato doppiato da:
- Fabrizio De Flaviis in Star Wars: Episodio II - L'attacco dei cloni
- Lupo Misrachi in The Griddle House